# Medina (Minnesota)
Medina város az USA Minnesota államában, Hennepin megyében. Lakosainak száma 6837 fő (2020. április 1.).

## Története
A várost eredetileg Hamburg Townshipnak hívták, majd 1858. május 11-én átnevezték a szaúd-arábiai Medina városáról, amely abban az évben a hírekben szerepelt. Medina település egészen a Minnetonka-tóig terjedt délen, amíg 1889-ben meg nem alakult Orono település.

## Népesség
A település népességének változása:
| Lakosok száma | 4005 | 4892 | 6837 |
|               | 2000 | 2010 | 2020 |